# Pinokkió és a sötétség fejedelme
A Pinokkió és a sötétség fejedelme (eredeti cím: Pinocchio and the Emperor of the Night) 1987-ben bemutatott amerikai rajzfilm, amelyet a Filmation Associates készített.
Németországban 1987. augusztus 6-án, az Amerikai Egyesült Államokban 1987. december 25-én mutatták be a mozikban. Magyarországon 2006. december 12-én adták ki DVD-n.

## Szereplők
| Szereplő              | Eredeti hang     | Magyar hang[forrás?] |
| --------------------- | ---------------- | -------------------- |
| Pinokkió              | Scott Grimes     | Pálmai Szabolcs      |
| Geppetto              | Tom Bosley       | Versényi László      |
| Gee, a tücsök         | Don Knotts       | Szokol Péter         |
| Gumblebee hadnagy     | Jonathan Harris  | Háda János           |
| Skalawag, a mosómedve | Ed Asner         | Besenczi Árpád       |
| Igor, a majom         | Frank Welker     | Steiner Kristóf      |
| Polgármester          | Frank Welker     |                      |
| Puppetino             | William Windom   |                      |
| Sötétség fejedelme    | James Earl Jones | Faragó András        |
| Kék tündér            | Rickie Lee Jones | Orosz Anna           |
| Twinkle               | Lana Beeson      |                      |
| Bee-atrice            | Linda Gary       |                      |
| Pajtás                | Lou Scheimer     |                      |